# Trox kerleyi
Trox kerleyi är en skalbaggsart som beskrevs av Masumoto 1996. Trox kerleyi ingår i släktet Trox och familjen knotbaggar. Inga underarter finns listade i Catalogue of Life.